# Halbreichovo číslo
Halbreichovo číslo je číselné označení v katalozích děl skladatelů, jejichž autorem je Harry Halbreich. Právě po tomto muzikologu nese číslo své jméno. Ten vytvořil dva katalogy:

## Katalog děl Bohuslava Martinů
H je číslo díla Bohuslava Martinů v soupisu děl tohoto autora. Takže například číslo 1 má jeho komorní skladba pro smyčcový kvartet z roku 1902 nazvaná Tři jezdci, dvojku má symfonie Posvícení z roku 1907, trojku Elegie z roku 1909 a tak dále. Nejvyšší číslo 384 nese skladba Zdravice z roku 1959, kdy skladatel zemřel.

## Katalog děl Arthura Honeggera
Halbreich je rovněž autorem katalogu děl Arthura Honeggera. i zde jsou díla značena indexem H (například Symfonická věta č.1 s názvem Pacific 231 má označení H 53).